# Академія
Издательский центр «Академія» (укр. Видавничий центр «Академія») — украинское книжное издательство.

## История
Издательство основано в городе Киеве в 1993 году. Издательство издаёт учебники, пособия для вузов и общеобразовательных школ, научную, справочно-энциклопедическую и художественную литературу. За всё существование издательство подготовило более 700 книг суммарным тиражом 10 млн экземпляров.
В 2007 году основало серию биографической прозы «Автографы времени» (укр. Автографи часу), в 2017 году — серию современной украинской беллетристики «Имя» (укр. Ім'я), а также линейки изданий для подростков и юношества.

## Серии
- «Альма-матер» — учебники, учебные пособия для студентов высших учебных заведений.
- «Тесты» (укр. Тести) — издание для школьников и абитуриентов.
- «Монограф» — издание со смелым, комплексным, контраверсионным осмыслением проблем, актуальных для интеллектуального дискурса.
- «Энциклопедии эрудитов» (укр. Енциклопедії ерудитів) — аналитические, оригинальные, комплексные энциклопедии, отражающие современный уровень развития науки.
- «Nota bene» — словари и справочники.
- «Автографы времени» (укр. Автографи часу) — биографическая проза о выдающихся людях прошлого и современности.
- «САМ!» — пособия по самостоятельной работе студента, созданные в соответствии с требованиями Болонского процесса.
- «Жизнь и слово» (укр. Життя і слово) — литературные портреты писателей, которые сформировали канон новой украинской литературы.
- «Имя» Архивировано 2 марта 2018 года. (укр. Ім'я) — произведения современных украинских писателей.
- «In crudo» Архивировано 13 марта 2018 года. — произведения украинского модернизма.

## Награды
За успехи в издательском деле «Академія» получила многочисленные награды:
- Почетный диплом IX Всеукраинского Форума издателей во Львове за серию учебников для высшей школы «Aльма-матер»;
- Благодарность за плодотворную работу в информационной сфере и высокое профессиональное мастерство от Председателя Государственного комитета информационной политики, телевидения и радиовещания Украины;
- Диплом ІІІ Киевской Международной выставки-ярмарки «Книжный сад—2001» за двухтомное издание «Экономическая энциклопедия»;
- медаль «Независимость Украины» № 113 от Международного Академического Рейтинга популярности и качества «Золотая Фортуна» и другие.